# 先生だーいすき
『先生だーいすき』（せんせいだーいすき）は、株式会社ネクストンのブランド・SCOREから発売されたアダルトゲームのシリーズ。これまでに2作品が発売されている。

## 先生だーいすき
2002年11月29日発売。2006年4月28日よりダウンロード販売が開始された。2006年10月8日に「美少女ゲーム・ベストシリーズ」からDVD版として再発売された。

### 概要
叔母が理事長を務める聖カタリナ学院で、条件付ながら教師として雇われた主人公。入寮した小鳩寮で待っていたのは低身長の少女達であった。
本編は主人公とヒロインの出会いからスタートする、ヒロインが各個抱える問題を主人公とヒロインが打ち解け共に問題にぶつかるまでの描写がこの手のゲームにしては珍しく緻密に長めに描写されている。
一人を除いて、髪の色が茶髪や黒系といった現実の日本人ライクの色に統一されている。

### 登場キャラクター
桐島 和也（きりしま かずや）
主人公（名前は変更可）。両親を亡くし経済的にも火の車だった状況下、更に教師を目指していたが就職活動も空振りに終わりかけていた。そんな折、数少ない身内である叔母、桐島光子より「私が理事長を務める学校で働かないか？」と連絡が来る。試用期間で好成績を上げられたら本採用と言う条件付ながら、その内容は破格でありすぐさま「聖カタリナ学院」に就職する事になり、学生寮である「小鳩寮」に入寮する事となった。
御影 葵（みかげ あおい）
声 - 岩城由奈
遠方の実家から奨学生として入寮している生徒。素直で明るく、何事に対しても興味を持ち天真爛漫。弟である薫も入寮しており薫に対する行動からすると姉としての自覚があるようだが、実はかなりの甘えん坊である。ソフトボール部に所属する。
西園寺 智世（さいおんじ ともよ）
声 - 木葉楓
幼児期に家族を失い、以降双子の姉：由比と共に孤児院で育ち入寮した奨学生。引っ込み思案であり幼児期から友達が出来にくかったが、実は他人から嫌われるのを恐れている。今は亡き兄が大好きで、そのために料理を始めた。家庭科部に所属する。
西園寺 由比（さいおんじ ゆい）
声 - 北都南
智世の双子の姉、妹と違い活発な上社交的であるが実は寂しがりや。性的な物に興味があるが、間違った知識も多い。兄の影響で弓道をやっており、現在も弓道部所属。
柴ノ宮 月夜（しのみや つきよ）
声 - 海原エレナ
父：シュバルツを失い小鳩寮寮長である母：美月と共に暮らしている。無口で孤独を愛する他、父の影響でヘミングウェイ等の小説を好む。聖歌隊所属。
柴ノ宮 美月（しのみや みつき）
声 - 長崎みなみ
月夜の母であり小鳩寮寮長。聖カタリナ学院看護学部・神学部卒で非常にしっかりしているが、天然ボケでドジな一面もある。尚、カタリナ学院の保険医・シスターも兼任している。
御影 薫（みかげ かおる）
声 - 長崎みなみ
葵の弟。和也の事が気に入らないのか何かと攻撃を仕掛けてくるが、その都度葵の拳骨を食らう羽目になる。実はいじめられっこである。

## 先生だーいすき2
2004年11月19日発売。前作と同じく、2006年4月28日よりダウンロード販売が開始された。

### 概要 (2)
聖カタリナ学園・小天使寮の寮長に就任した主人公と、4人の寮生たちの出会いと人には言えない関係を描く。
1作目と同様の内容、原画は前作二名のうち片方が続投する形で携わっているが、原画の崩れが激しかった。

### 登場キャラクター (2)
成神 達也（なるかみ たつや）
主人公（名前は変更可）。聖カタリナ学院の教師をしていたが、学院長から寮長就任を命じられ小天使寮の寮長に。
榛名 美桜（はるな みお）
声 - 茶谷やすら
本作のヒロイン。常に人から良く見られようと努力を怠らず「品行方正・成績優秀」で通っている。
長門 愛（ながと あい）
声 - 青山ゆかり
根は優しいが、人付き合いに極度の抵抗を感じており寮生以外と接するのを避けている少女。聖歌隊に所属し、バイオリンを担当している。
アリス・フォン・ローゼンブラウ
声 - 一色ヒカル
双子の姉で、ドイツ人と日本人のハーフ。人見知りが激しく、達也に対して非常に攻撃的な態度を取る。
リリス・フォン・ローゼンブラウ
声 - 芹園みや
アリスの双子の妹。性格は姉とは違って無邪気で素直。達也に対しても知り合った直後から懐いて来る。